# Župnija Sveti Anton v Slovenskih goricah
Župnija Sveti Anton v Slovenskih goricah je rimskokatoliška teritorialna župnija, dekanije Lenart v Slovenskih goricah, Ptujsko-Slovenjegoriškega naddekanata, ki je del nadškofije Maribor.

## Sakralni objekti
- Cerkev sv. Antona Puščavnika, Cerkvenjak (župnijska cerkev)